# Greg Mortimer (crucero)
Greg Mortimer es un crucero propiedad de Aurora Expediciones, quien también lo opera. El barco fue nombrado como tal en honor al fundador de la compañía en la ceremonia de entrega en la China Merchants Heavy Industry de Haimen el 6 de septiembre de 2019.

## Diseño y descripción
El barco, de 104 metros, es un barco de expedición con una Proa X-Bow; este diseño tiene un efecto penetrante en las olas, permitiendo una menor resistencia al arrastre y otorgando mayor velocidad. Tiene 80 cabinas.

## Construcción e historia
El barco fue nombrado en honor al alpinista y explorador polar australiano Greg Mortimer, fundador de Aurora Expediciones.
Mortimer fue conocido por ser uno de los dos australianos (Tim Macartney-Snape fue su compañero) en escalar el Monte Everest el 3 de octubre de 1984.

### Pandemia de COVID-19
Horas antes de que el crucero partiera a la Antártida, la Organización Mundial de la Salud declara la pandemia de COVID-19.
En el crucero, al constatarse el contagio masivo, todos los países se niegan a recibirlo, excepto Uruguay. Este pequeño país fue el único que prestó ayuda humanitaria al Greg Mortimer, que al momento de atracar en el puerto de Montevideo se encontraba colapsado por la enfermedad y la angustia de sus pasajeros y tripulantes con un 70% de casos positivos de Covid.
El 6 de abril, médicos uruguayos abordan en el barco para realizar test a los pasajeros y tripulantes; 81 personas resultaron positivas para COVID-19. Seis personas fueron evacuadas tras presentar síntomas graves, siendo trasladados a hospitales en tierra, como el CASMU y el Hospital Británico.
El 7 de abril de 2020, el crucero, el cual tiene capacidad para 216 pasajeros, quedó aislado en aguas uruguayas, pidiendo ayuda luego de que varias personas a bordo presentaran síntomas tales como fiebre, esto incitó a las autoridades uruguayas a prohibirles desembarcar.
El 8 de abril el crucero aún no tenía permiso para atracar en el Puerto de Montevideo. Mientras tanto el gobierno uruguayo y el australiano trabajaban en conjunto para repatriar a los ciudadanos de Australia y Nueva Zelanda. Para este momento, 128 personas a bordo habían resultado positivas para COVID-19.
El 10 de abril por la noche, los pasajeros australianos y neozelandeses fueron evacuados para luego abordar un avión (Airbus A340) que iría desde el Aeropuerto Internacional de Carrasco hasta el Aeropuerto Internacional Tullamarine, rompiendo el récord del vuelo más largo hecho por este tipo de avión, recorriendo 12.408 kilómetros en 16 horas y 9 minutos.
El 15 de abril partió el segundo vuelo humanitario, con destino a Miami, con quince ciudadanos, estadounidenses, canadienses y algunos europeos.
Dos días más tarde se anuncia el fallecimiento de uno de los tripulantes del crucero en el CASMU de Montevideo. Se trataba de un ciudadano filipino de 48 años.

El 11 de mayo el barco atraca en el Puerto de Montevideo para posteriormente realizar el descenso de la tripulación que aun se encontraba allí, a través de un cordón sanitario.
Al día siguiente, fueron descendiendo en 2 ómnibus; en uno llevaban a personas que eran COVID-19 negativo y en otro a los positivos.
Los que dieron Positivo fueron alojados en un hotel sanitario en la zona de Villa Dolores y los negativos en otro hotel en la zona de Punta Carretas.
El día 23 de mayo el buque zarpa hacia las Islas Canarias, con 22 tripulantes.